# Franz von Tessen-Wesierski
Franz Joseph von Tessen-Wesierski (* 22. Dezember 1869 in Kościerzyna; † 7. Januar 1947) war ein deutscher römisch-katholischer Theologe und Priester.

## Leben
Nach der Priesterweihe 1894 in Breslau und der Habilitation für Kirchengeschichte 1895 an der Universität Breslau lehrte er dort ab 1898 Apologetik. Er wurde 1899 zum beamteten außerordentlichen Professor für Apologetik ernannt. 1932 wurde er emeritiert.

## Schriften (Auswahl)
- De tribus episcopis Slesvicensium a sede condita primis. Paderborn 1895, OCLC 52522560.
- Die Grundlagen des Wunderbegriffes nach Thomas von Aquin. Paderborn 1899, OCLC 26339732.
- Der Autoritätsbegriff in den Hauptphasen seiner historischen Entwicklung. Paderborn 1907, OCLC 759814216.
- Wesen und Bedeutung des Zweifels, mit besonderer Berücksichtigung des religiösen Glaubenszweifels. Breslau 1928, OCLC 701726969.